# За гранью возможного (телесериал, 1963)
«За гранью возможного» (англ. The Outer Limits) — американский телесериал-антология, который транслировался на канале ABC с 16 сентября 1963 по 16 января 1965 года. В 1995 году был выпущен одноимённый телесериал-перезагрузка, который просуществовал семь сезонов.

## Концепция
Построение сюжетов обоих сериалов напоминает «Сумеречную зону» и «Байки из склепа» — и классический, и цветной телесериалы «За гранью возможного» являются сериалами-антологиями, в которых отсутствуют главные персонажи и сквозная история, которая прослеживалась бы на протяжении всего сериала. В классическом телесериале только в серии «Волк 359» (8 серия 2 сезона) присутствуют монстр из предыдущей серии, «Невидимый враг» (показанный, как камео) и пейзаж из серии «Солдат» (1 серия 2 сезона), которых герои видят на сотворённой ими миниатюрной планете. В новом цветном телесериале есть несколько сквозных сюжетных линий, которые продолжаются в сериях, отстоящих далеко друг от друга, часто в разных сезонах (например, сюжетная линия, связанная с компанией Innobotics Corporation, захватывает пять серий, находящихся в 1, 2 и 4 сезонах).
Сюжеты серий связаны с инопланетным разумом, монстрами, пришельцами из иного времени или иного измерения, призраками, проблемами отношений человека и роботов, экспериментами над человеческой психикой, в области генетических исследований, клонирования и христианской религии. В классическом телесериале в сюжетах господствовал так называемый «принцип медведя», когда центральная роль в развитии сюжета принадлежит страшному монстру (особенно в первом сезоне), а также научно-фантастические сюжеты. В сюжетах цветных серий также присутствуют чудовища и мутанты, но они вовлечены в особое драматургическое развитие и особенно важным оказывается эффект, которые они оказывают на человечество. В цветном телесериале также присутствуют экранизации рассказов Стивена Кинга («Откровения Бекки Полсон»), Ларри Нивена («Непостоянная Луна»), Эндо Биндера («Я, Робот»; этот сюжет был также экранизирован и в классическом телесериале) и других известных писателей.

## Обзор

### Съёмки
Классический чёрно-белый телесериал «За гранью возможного» снимался с 1963 по 1965 годы на американской телевизионной студии ABC; было снято 2 сезона телесериала — 49 серий (первый сезон — 32 серии, второй — 17).
В эфир серии телесериала выходили на канале ABC с частотой раз в неделю: первый сезон показывался по понедельникам, с 16 сентября 1963 года по 4 мая 1964 года; второй сезон — по субботам, с 19 сентября 1964 года по 16 января 1965 года.
Телесериал был снят под влиянием «Сумеречной зоны» (чёрно-белого телесериала 1959 — 1964 годов) и «Театра научной фантастики», но позже приобрел самостоятельные черты. В первоначально снятой серии (пилоте) телесериал назвали «Пожалуйста, будьте наготове», но компанию ABC подобное название не устроило. Со второй попытки режиссёр телесериала Лесли Стивенс назвал его «За гранью возможного». Пилотная серия впервые была показана под названием «Существо из галактики».
Самый значительный вклад в создание классического телесериала «За гранью возможного» внесли режиссёр Лесли Стивенс и Джозеф Стефано (сценарист фильма Альфреда Хичкока «Психо»), творцы и художественные руководители первого сезона телесериала. Джозеф Стефано сделал основную часть работ по написанию сценариев частей телесериала, больше чем любой другой писатель, сотрудничавший с его создателями. Будущий лауреат премии «Оскар» сценарист Роберт Таун («Китайский квартал») написал сценарий серии «Хамелеон», который изначально был запланирован как заключительная серия первого сезона. Во втором сезоне наиболее известными являются фильмы, сценарий которых был написан известным писателем-фантастом Харланом Эллисоном — «Демон со стеклянной рукой» и «Солдат». Сценарий «Демона» получил премию Гильдии американских писателей (одну из двух премий, которые получил классический телесериал), а «Солдат» был в течение нескольких лет единственной серией классического телесериала, который можно было приобрести на лазерном диске. Кроме того, обе вышеназванных серии фигурировали в скандале, связанном с выходом фильма «Терминатор», сюжетные ходы которого были заимствованы из данных эпизодов.
В фильмах первого сезона классического телесериала объединены жанры научной фантастики и фильмов ужасов, во втором сезоне сюжеты основаны больше на собственно научно-фантастических сюжетах, в которых заметно снижена роль принципа «страшного монстра», господствовавшего в первом сезоне. Буквально в каждой серии первого сезона главным мотивом сюжета было появление монстра или инопланетянина. Автор сценариев и продюсер первого сезона Джозеф Стефано считал, что данный элемент был необходим, чтобы обеспечить чувство страха и беспокойства. По крайней мере, монстр и события вокруг него должны были стать центральной линией развития сюжета. Этот вариант развития сюжетной линии фильма стал известным под названием «медведь». Этот принцип перестал быть главным во втором сезоне классического телесериала, когда Стефано прекратил над ним работать.
В первом сезоне присутствуют три серии без «принципа медведя» — это фильмы «Формы неведомых вещей», «Управляемый эксперимент» и «Пограничная полоса». Они были изначально сняты как пилотные серии для других, запланированных, но по каким-то причинам не снятых сериалов, и только затем переделаны в серии «За гранью возможного». Другой серией без «принципа медведя» был фильм «Сто дней дракона», который был снят прежде, чем господствующее построение сюжета было определено.
Во втором сезоне также есть серии с «принципом медведя» — «Хранитель фиолетовых сумерек», «Копия человека», и «Зонд» (финальный эпизод телесериала). Монстры встречаются также в заключительных кадрах некоторых серий второго сезона — в фильмах «Противовес», «Невидимый враг», и «Холодные руки и горячее сердце».
Музыку к первому сезону телесериала написал композитор Доминик Фронтир; музыка ко второму сезону была написана Гарри Лубиным.

### Вступительный раздел
Каждая серия начиналась со вступительного раздела, в котором показывалась часть последующего сюжета (как предварительный просмотр), после чего зрителям демонстрировалась оригинальная заставка телесериала, которая сопровождалась повествованием так называемого Контрольного Голоса (англ. The Control Voice), звучащего на фоне показываемых кривых осциллографа.

Ваш телевизор исправен. Не пытайтесь настроить картинку. Мы контролируем трансляцию. Если мы захотим звучать громче, то поднимем уровень громкости. Если захотим звучать тише, то настроим звук на шепот. Мы управляем горизонтальной и вертикальной развёрткой. Мы можем перевернуть изображение и заставить его дрожать. Мы можем изменить фокус до реального размытия пятна, или сделать резким, до кристальной чистоты. В течение следующего часа сидите тихо и мы будем контролировать всё, что вы увидите и услышите. Мы повторяем, что с вашим телевизором все в порядке. Вы собираетесь принять участие в грандиозном приключении. Вам предстоит испытать трепет и познать тайну, которая, родившись в глубинах нашего разума, стремится за грань возможного. (Opening narration — The Control Voice — 1963s)
Оригинальный текст (англ.)There is nothing wrong with your television set. Do not attempt to adjust the picture. We are controlling transmission. If we wish to make it louder, we will bring up the volume. If we wish to make it softer, we will tune it to a whisper. We will control the horizontal. We will control the vertical. We can roll the image, make it flutter. We can change the focus to a soft blur or sharpen it to crystal clarity. For the next hour, sit quietly and we will control all that you see and hear. We repeat: there is nothing wrong with your television set. You are about to participate in a great adventure. You are about to experience the awe and mystery which reaches from the inner mind to... The Outer Limits. — Opening narration  – The Control Voice  – 1960s 

В более поздних сериях это вступление было сокращено, а некоторые эпизоды начинались с короткой экранной заставки без сопровождения Контрольного Голоса.

### Сравнение с телесериалом «Сумеречная зона»
Как и в «Сумеречной зоне», в телесериале «За гранью возможного» есть вступительное слово (англ. Opening Narration) и заключительное повествование (англ. Closing Narration), присутствующее почти в каждой серии, которое читает Контрольный Голос (англ. The Control Voice) в исполнении Вика Перрена. Оба телесериала обладали нехарактерной для научно-фантастических сериалов философской направленностью, но всё же отличались по стилю. Истории «Сумеречной зоны» часто походили на притчи, в которых показывались различные свойства человеческой натуры (как в эпизоде путешествия во времени Бастера Китона в фильме «Когда-то давно»), либо ирония над ними, либо экстраординарные способы решения сложившейся ситуации (такие, например, как в серии под названием «Прибытие»). Серии же телесериала «За гранью возможного» обычно нагнетали «беспокойство», в них часто присутствует противоборство человеческого духа и темных сил, явившихся изнутри или извне. Это заметно, например, в фильме, где повествуется о похищении землян инопланетными захватчиками — «Проверка на выживаемость» или в части, в которой инопланетные «кукловоды» захватывают Землю — «Невидимки». Также «За гранью возможного» был известен своей характерной «безысходной» атмосферой, присутствующей во многих сериях, особенно в тех, которые снимали режиссёры Байрон Хаскин и Герд Освальд, или же снятые известным оператором Конрадом Холлом), тогда как в «Сумеречной зоне» не придаётся такого значения особой атмосферности сюжетов. Тем не менее, в обоих телесериалах есть и исключения.
Между некоторыми сериями этих двух телесериалов существуют и точки соприкосновения. Как отметили авторы «За гранью возможного», несколько серий классического телесериала часто интерпретировались его поклонниками, как серии «Сумеречной зоны». Это относится, в особенности, к фильмам «Забавы и игры» и «Предупреждение».

### Операторская работа
В классическом телесериале «За гранью возможного» иногда можно встретить приёмы (способы освещения, особая техника киносъемки и наложения грима), связанные с эстетикой нуар или стилем немецкого экспрессионизма (en:German Expressionism), например в фильме «Кодекс землянина». Во многих сериях операторская работа направлена на создание гнетущей атмосферы. Особенно это относится к фильмам, которые снимал оператор Конрад Холл, лауреат трёх премий «Оскар». Однако Холл работал только над фильмами, снимаемыми в течение первых двух третей первого сезона. Множество серий было снято другими операторами. Над телесериалом, в частности, работали также Джон М. Николас и Кеннет Пич.

### Спецэффекты

Монстр из серии «Архитекторы страха»

Монстры и фантастические существа, которые были показаны в первом сезоне телесериала, были разработаны специально созданной группой, работающей над спецэффектами, которая была организована под названием «Неограниченный Проект». Среди членов этой группы были Ва Чанг, Джин Уоррен и Джим Дэнфорт. Грим в фильмах делался специалистами Фредом Б. Филлипсом и Джоном Чемберсом.
Качество спецэффектов в сериале демонстрирует тот факт, что монстр в серии «Архитекторы страха», чудовищно изменившийся герой фильма Аллен Лейтон, был признан некоторыми телеканалами настолько пугающим телезрителей, что глаза существа закрывались «черным пятном» во время показа фильма.

### Герои и их модели
Некоторые фантастические существа, которые были показаны в классическом телесериале «За гранью возможного», в 1990-х и 2000-х годах продавались в виде моделей или игрушечных фигурок. Они выпускались как в виде конструкторов (для сборки и окраски их покупателем) фирмой «Dimensional Designs», так и в готовом виде — фирмой «Sideshow Toys». К примеру, первая фирма выпустила сборную модель Мегазоида из фильма «Копия человека». Обе вышеназванных организации произвели также и фигуру Гриффитса как сверхчеловека с гигантской головой и острыми ушами из фильма «Шестой Палец».

## Реакция

### Рейтинги и отзывы
Телесериал «За гранью возможного» имел достаточно низкие показатели в Рейтингах Нильсена (en:Salon.com) во время первого показа на телевидении (что отразилось в прекращении съёмок телесериала после первого и второго сезонов), особенно в сравнении с более популярным телесериалом «Сумеречная зона». Тем не менее, телесериал понравился части зрительской аудитории. Несколько десятилетий спустя знаменитый мастер ужасов писатель Стивен Кинг назвал классический телесериал «За гранью возможного» «лучшим сериалом подобного типа, когда-либо показанным по телевидению».
В 2002 в обзоре классического телесериала «За гранью возможного» онлайн-журнала Salon Марк Холкомб пишет, что «Сумеречная зона» и «Звездный путь» были более популярными отчасти потому, что их сюжеты были более благополучными, чем в «За гранью возможного», и выбор телезрителями именно этих сериалов объясняется свойственной их сюжетам «отдалённостью от рационального, характерной для большинства американских развлечений». О сравнении трёх телесериалов Марк Холкомб пишет, в частности, следующее:
Их (это относится к персонажам «Сумеречной зоны» и «Звездного пути») человеческие характеры — это склонные ошибаться импульсивные существа, владеющие уникальным мастерством вводить в заблуждение; но все их эмоции, отношения и глубинные убеждения, которые они демонстрируют, фактически остаются на своих местах в финале каждой серии. Это, возможно, способствовало некоторой релаксации зрителей; скорее всего, подобный принцип имел тенденцию заставить зрительскую аудиторию забыть о повседневных хлопотах.

«За гранью возможного» просто не могли удовлетворить такую потребность. У Стивенса и Стефано в замысле своего телесериала было нечто намного менее примиренческое; они установили особую атмосферу во Вселенной, показанной в сериале — атмосферу, которой управляют запутанные и затруднительные обстоятельства, удовольствия в этом выдуманном мире лишь кратковременные, смысл и мораль постоянно меняются и люди вынуждены отчаянно бороться — иногда даже героически — чтобы не сгинуть в небытии. Эта особая эксцентричная обстановка сделала телесериал «За гранью возможного» наиболее смелой из современных работ в данном жанре.
Классический телесериал «За гранью возможного» официально не переводился на русский язык, не издавался на DVD и российскому телезрителю практически неизвестен. Тем не менее, силами энтузиаста Андрея Лагуты, занимающегося озвучиванием кинофильмов, в русском переводе были озвучены две серии классического телесериала «За гранью возможного», в частности, его пилотная серия «Существо из галактики» (перевод Ильи Муромцева).

### Награды

Кадр из фильма
«Демон со стеклянной рукой».

| Премия                                | Год  | Награждённый   | Номинация                                                                        | Фильм                                          |
| ------------------------------------- | ---- | -------------- | -------------------------------------------------------------------------------- | ---------------------------------------------- |
| Премия Гильдии сценаристов США        | 1965 | Харлан Эллисон | Лучший сценарий                                                                  | «Демон со стеклянной рукой» (5 серия 2 сезона) |
| Премия фильмов фэнтези Джорджа Мелиса | 1972 | Харлан Эллисон | Выдающееся достижение в кинематографе в рамках научно-фантастического телефильма | «Демон со стеклянной рукой» (5 серия 2 сезона) |

### Влияние на телесериал «Звёздный путь»
Некоторые из монстров, показанных в классическом телесериале «За гранью возможного», были вновь использованы на съемках телесериала «Зёздный путь», снятого позднее в шестидесятые годы режиссёром Джином Родденберри. Верхняя часть головы монстра из серии «Забавы и игры» была использована в «Звёздном пути», чтобы придать талосианам облик кошмарных существ. Зверь из серии «Зонд» позже был использован в качестве Орта в серии «Дьявол в темноте», он даже управлялся тем же самым актером, что участвовал и в телесериале «За гранью возможного» (Янош Прохазка). Огромные уши героя, сыгранного Дэвидом МакКаллумом в «Шестом пальце», были использованы как часть грима актёров и на съёмках «Звёздном пути». «Ионный шторм», показанный в «Мутанте» (он создавался лучом проектора, который светил через контейнер, наполненный блестящей жидкой взвесью), стал спецэффектом для съёмок транспортатора в «Звёздном пути». Чёрная маска из «Копии человека» была использована доктором Лейтоном в серии «Совесть короля». Мегазоид из «Копии человека» был кратко показан в непосредственной близости от капитана Кристофера Пайка в первой, пилотной серии «Звёздного пути» под названием «Клетка».
Среди актеров, которые после «За гранью возможного» появились и в «ЗвЁздном пути», был Леонард Нимой, который появился в двух эпизодах классического телесериала («Производство и распад незнакомых частиц» и «Я, Робот»), а также Уильям Шетнер, который в классическом телесериале «За гранью возможного» снимался (в серии «Холодные руки и горячее сердце») в роли астронавта, работающего над фантастическим «Проектом „Вулкан“».
Были и другие актеры, которые появлялись в телесериале «За гранью возможного», а впоследствии снимались в «Звёздном пути». Это Джеймс Духан в серии «Развитие человека» и Грэйс Ли Уитни в серии «Управляемый эксперимент».
Режиссёр телесериала «Звездный путь» Джин Родденберри часто присутствовал в студиях на съёмках телесериала «За гранью возможного». Для своего сериала он часто нанимал участников съемочной группы «За гранью возможного» (в частности, над обоими сериалами работали Роберт Джастмен и Ва Чанг).

## Выход наDVD
Компания MGM Home Entertainment выпустила оба сезона «За гранью возможного» на DVD в странах Северной Америки в 2002 и 2003 годах. В 2007 она повторно выпустила телесериал в трёх отдельных изданиях. В октябре 2008 года MGM Home Entertainment выпустила комплект из семи дисков, содержащих все 49 серий телесериала. Переиздание второго сезона вышло на трёх дисках, тогда как в отдельных случаях издания DVD с классическим телесериалом могут включать только два диска.
| Название DVD           | Серии | Дата выхода     |
| ---------------------- | ----- | --------------- |
| Сезон 1                | 32    | 3 сентября 2002 |
| Сезон 2                | 17    | 2 сентября 2003 |
| Полное издание сериала | 49    | 21 октября 2008 |

Телесериал был также издан в странах Европы, Ближнего Востока, Египте и Японии в двух комплектах DVD в 2005 году. DVD включают исправленную версию классического вступления, которое можно слышать при просмотре меню диска: оно сокращено в сравнении с тем, что излагается в сериале и в нём начало изложено следующим образом:
С вашим DVD-плеером всё в порядке. Не пытайтесь настроить картинку. Мы управляем вашим DVD-плеером. Мы управляем горизонтальной и вертикальной развёрткой. Мы теперь управляем и цифровыми системами…